# Chiesa di Sant'Antonio Abate (Castel San Pietro)
La chiesa di Sant'Antonio Abate è un edificio religioso barocco con inserti neoclassici che si trova a Monte, nel territorio del comune di Castel San Pietro.

## Storia
La chiesa sorse prima del 1582, quando fu menzionata per la prima volta. Nel XVII secolo, tuttavia, l'edificio fu modificato radicalmente secondo il gusto barocco allora in voga, assumendo l'aspetto che in parte conserva tuttora. Entro il Seicento fu realizzato il campanile, citato nel 1682 e dotato di cinque campane realizzate dalla fonderia Angelo Bianchi & Figli nel 1905. Nel 1821 diventò la sede di una parrocchia autonoma e nello stesso secolo fu ulteriormente modificata, mediante un ampliamento. Nel 1826 Luigi Fontana modificò in stile neoclassico il presbiterio e nel 1838 realizzò il portale.